# Año de la vida consagrada
El año de la Vida Consagrada es un periodo convocado por un papa para dedicarlo a la vida consagrada de religiosos, sacerdotes y laicos consagrados.

## Año de la vida consagrada
Para el día 30 de noviembre de 2014, primer domingo de Adviento, el Papa Francisco convocó a todos los consagrados a la inauguración del Año de la vida consagrada mediante una Exhortación que llamó: ¡Despierten al mundo!.

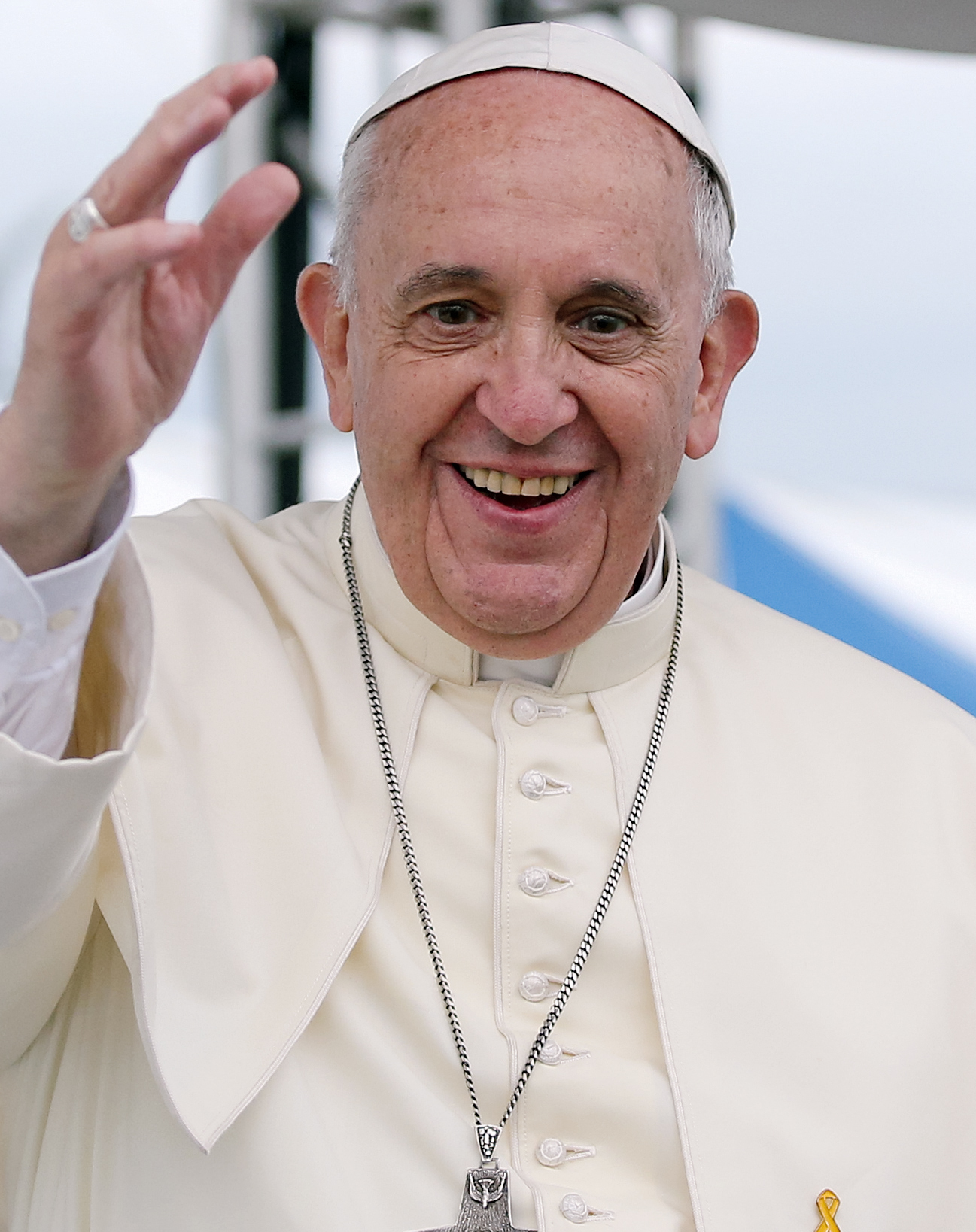
Papa Francisco, Quien convoca el Año de la Vida Consagrada

El Pontífice anunció ese año especial en ocasión del 50° aniversario de la Constitución dogmática Lumen Gentium, que trata de los religiosos en uno de sus capítulos. El Papa les envió a los consagrados y consagradas una carta en donde enumera los objetivos, las expectativas y los horizontes del Año de la Vida Consagrada, que se concluyó el 2 de febrero de 2016 y se inspira en las indicaciones contenidas en la Exhortación Vita consecrata de san Juan Pablo II.

### Objetivos para el Año de la Vida Consagrada
1. El primer objetivo es mirar al pasado con gratitud.
2. El segundo es que este Año nos llama también a vivir el presente con pasión.
3. El tercero es abrazar el futuro con esperanza.[3]

### Expectativas para el Año de la Vida Consagrada
1. Llamado de Experimentar alegría y Amor por parte de Dios para con los Hermanos
2. Despertar al Mundo, ser profetas en la Tierra.
3. Ser expertos en la comunión, llevar más allá a Jesus.
4. Ir al Mundo entero, Salir a las periferias.
5. Plantearse que es lo que Dios y la Humanidad piden.[2]

### Horizontes del Año de la Vida Consagrada
1. Que se unan los religiosos y Laicos Consagrados.
2. Extender el Año de la Vida Consagrada a los Laicos.
3. Invitar a colaborar con las demás Iglesias
4. Comunicación de la Iglesia con la vida monástica y de otras tradiciones religiosas
5. A todos los Obispos que se funden junto con el Papa en el Ministerio.[2]

### El Logo del año de la Vida Consagrada
El Logo para el año de la vida consagrada, expresa por medio de símbolos los valores fundamentales de la vida consagrada.  En ella se reconoce la «obra incesante del Espíritu Santo, que a lo largo de los signos difunde las riquezas de la práctica de los consejos evangélicos a través de múltiples carismas, y que también por esta vía hace presente de modo perenne en la Iglesia y en el mundo, en el tiempo y en el espacio, el misterio de Cristo».
El signo gráfico que dibuja el perfil de la paloma corresponde en árabe a la palabra Paz: una llamada a la vocación de la vida consagrada para que sea ejemplo de reconciliación universal en Cristo.

### Los Símbolos en el Logo

#### La paloma sobre las aguas
La paloma pertenece a la simbología clásica para indicar la acción del Espíritu Santo fuente de vida e inspirador de creatividad.  Es una referencia a los comienzos de la historia: en el principio, el Espíritu de Dios aleteaba sobre las aguas (cfr. Gen 1,1). La paloma, que planea sobre un mar hinchado de vida sin expresar,  recuerda la fecundidad paciente y confiada, mientras que los signos que la rodean revelan la acción creadora y renovadora del Espíritu.  La paloma evoca además la consagración de la humanidad de Cristo en el bautismo.

#### Las tres estrellas
Recuerdan la identidad de la vida consagrada en el mundo: como confessio Trinitatis, signum fraternitatis e servitium caritatis. Expresan la circularidad y la relación del amor trinitario que la vida consagrada trata de vivir cada día en el mundo, en el signo de la fraternidad. Las estrellan indican también el triple sello áureo con el que la iconografía bizantina honra a María, la toda Santa, primera Discípula de Cristo, modelo y patrona de toda vida consagrada.

#### El  globo poliédrico
El pequeño globo poliédrico significa el mundo con la variedad de pueblos y culturas, como afirma el Papa Francisco. El soplo del Espíritu lo sostiene y lo conduce hacia el futuro. Invitación a los consagrados y a las consagradas a que sean "portadores del Espíritu (pneumatophóroi), hombres y mujeres auténticamente espirituales, capaces de fecundar secretamente la historia".

### El Lema

#### Vita consecrata in Ecclesia hodie. Evangelium, Prophetia, Spes
El lema da un ulterior relieve a identidad y horizontes, experiencia e ideales, gracia y camino que la vida consagrada ha vivido y sigue viviendo en la Iglesia como pueblo de Dios, en el peregrinar de las gentes y de las culturas, hacia el futuro.
Evangelium: indica la norma fundamental de la vida consagrada que es la  «sequela Christi tal y como la propone el Evangelio" (PC 2a). Primero como  «memoria viviente del modo de actuar y de existir de Jesús" (VC 22), después como sabiduría de vida en la luz de los múltiples consejos que el Maestro propone a los discípulos (cfr LG 42). El Evangelio da sabiduría orientadora y gozo (EG1).
Profetia: indica el carácter profético de la vida consagrada que se configura   "como una forma de especial participación en la función profética de Cristo, comunicada por el Espíritu Santo a todo el Pueblo de Dios"
Spes: recuerda el cumplimiento último del misterio cristiano. Vivimos en tiempos de extendidas incertidumbres y de escasez de proyectos de amplio horizonte: la esperanza muestra su fragilidad cultural y social, el horizonte es oscuro porque  "parece haberse perdido el rastro de Dios"